# 埼玉県道・群馬県道289号矢納浄法寺線

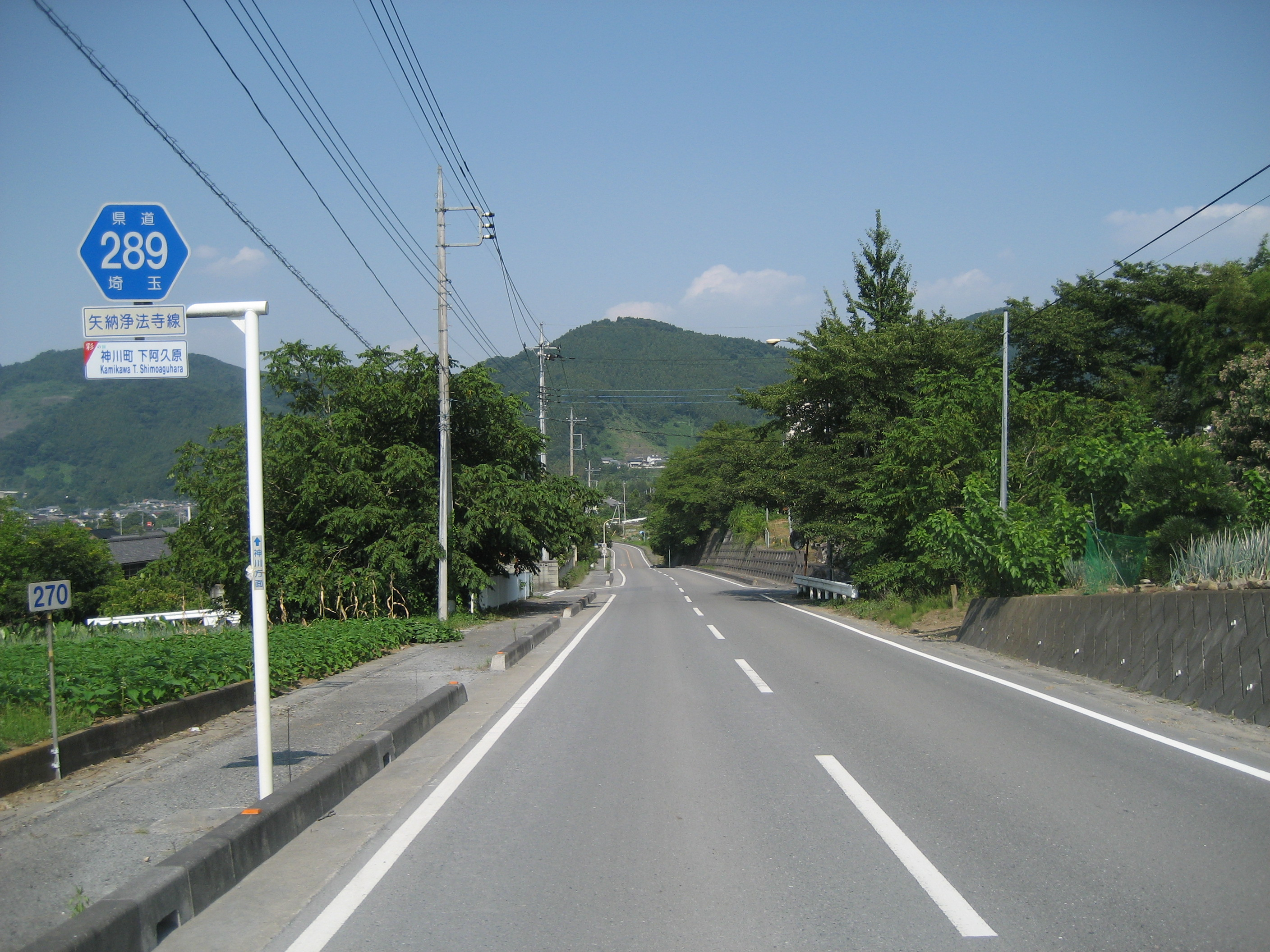
神川町下阿久原付近

埼玉県道・群馬県道289号矢納浄法寺線（さいたまけんどう・ぐんまけんどう289ごう やのうじょうほうじせん）は、埼玉県児玉郡神川町と群馬県藤岡市を結ぶ一般県道である。

## 概要
- 起点：埼玉県児玉郡神川町矢納（埼玉県道331号吉田太田部譲原線交点）
- 終点：群馬県藤岡市浄法寺（浄法寺、国道462号・群馬県道13号前橋長瀞線交点）

## 通過する自治体
- 埼玉県
  - 児玉郡神川町
- 群馬県
  - 藤岡市

## 交差・接続する道路
- 埼玉県道331号吉田太田部譲原線（起点）
- 埼玉県道13号前橋長瀞線（児玉郡神川町・下阿久原）
- 埼玉県道・群馬県道22号上里鬼石線（児玉郡神川町・渡戸橋 - 新宿）※一部重複
- 国道462号（児玉郡神川町・新宿 - 終点）※一部重複
- 群馬県道13号前橋長瀞線（終点）

## 周辺
- 児玉郡市広域消防本部神泉分署
- 神川町役場神泉総合支所
- 神川町立神泉小学校